# Jesus Syraks vishet
Jesus Syraks vishet, tidigare kallad Syraks bok eller Jesu Syraks bok (i Vulgata kallad Ecclesiasticus) är en skrift som ingår i Tillägg till Gamla Testamentet. Boken utgör ett exempel på vishetslitteratur. I Septuaginta har Jesu Syraks vishet ett förord som säger att den är översatt av författarens sonson som kom till Egypten 132 f. Kr. De hebreiska originalversionen antas vara författad omkring 190 f. Kr. Tidiga handskrifter av Jesus Syraks vishet har påträffats i Fustat, i Masada och Qumran. Jesus Syraks vishet översattes redan till fornsvenska och dess innehåll har lämnat betydande spår i svensk kultur. Författaren anses vara Jesus, sonson till Syrak (Ben Sira).

## Publika citat
Citat på hus vid Stortorget i Stockholm:

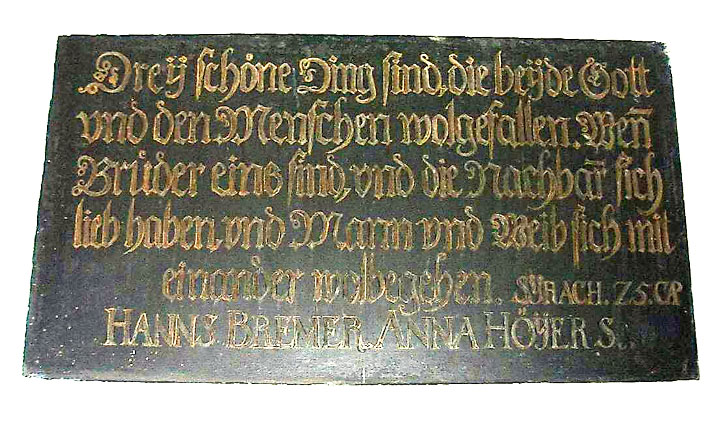
Kapitel 25:1. Inskription på tyska: "Tre ting behaga mig väl och äro sköna inför Herren och inför människor: endräkt mellan bröder och vänskap mellan grannar, och att man och hustru komma väl överens."

Citat ovanför dubbelporten till Petersénska huset i Stockholm:
| Vänster: Halt Tigh Wänliga Medh Hwar Man, Men Betro Nepliga Enom Ibland Tusende, citat hämtade ur Syraks bok, kapitel 6 om vänskap, Syrak 6:6, 13).Höger: Skil Thig Ifrån Tigh Tina Owänner Och Tagh Tigh Likwäl Och Så Tilwara För Tina Wänner  |  | Vänster: Halt Tigh Wänliga Medh Hwar Man, Men Betro Nepliga Enom Ibland Tusende, citat hämtade ur Syraks bok, kapitel 6 om vänskap, Syrak 6:6, 13).Höger: Skil Thig Ifrån Tigh Tina Owänner Och Tagh Tigh Likwäl Och Så Tilwara För Tina Wänner |
| Vänster: Halt Tigh Wänliga Medh Hwar Man, Men Betro Nepliga Enom Ibland Tusende, citat hämtade ur Syraks bok, kapitel 6 om vänskap, Syrak 6:6, 13). Höger: Skil Thig Ifrån Tigh Tina Owänner Och Tagh Tigh Likwäl Och Så Tilwara För Tina Wänner |  | |